# 楚曼 (沃倫州)
楚曼（羅馬化：Tsuman）是烏克蘭西部沃倫州盧茨克區楚曼市鎮的鎮，以及為該市鎮的行政中心。楚曼距離基韋爾齊40公里和州府盧茨克42公里，始建於1557年，面積5.68平方公里，2023年人口7,165，人口密度每平方公里1,098人。